# می‌دانم تابستان پیش چه کردی (فیلم ۲۰۲۵)
می‌دانم تابستان پیش چه کردی (به انگلیسی: I Know What You Did Last Summer) یک فیلم اسلشر آمریکایی محصول ۲۰۲۵ به کارگردانی جنیفر کایتین رابینسون است که فیلم‌نامه آن را با همکاری سم لنسکی و بر پایه داستانی از لیا مک‌کندریک و رابینسون نوشته است. این فیلم دنباله‌ای بر فیلم هنوز می‌دانم تابستان پیش چه کردی (۱۹۹۸) و چهارمین قسمت از فرنچایز می‌دانم تابستان پیش چه کردی به‌شمار می‌رود.
بازیگران اصلی فیلم شامل مدلین کلاین، چیس سوئی واندرز، جونا هاور-کینگ، تایریک ویترز، سارا پیجون، بیلی کمپبل، گابریت بچتل، آستین نیکولز، به همراه فردی پرینز جونیور و جنیفر لاو هیویت هستند که نقش‌های خود را از دو قسمت اول تکرار می‌کنند. داستان فیلم ۲۷ سال پس از قتل‌های تاور بی می‌گذرد، زمانی که یک قاتل جدید با قلاب، گروهی از دوستان را هدف قرار می‌دهد؛ یک سال پس از آنکه آن‌ها سعی کردند یک تصادف رانندگی مرگبار را پنهان کنند.
می‌دانم تابستان پیش چه کردی در ۱۴ ژوئیه ۲۰۲۵ در تئاتر یونایتد در برادوی لس آنجلس به نمایش درآمد و در ۱۸ ژوئیه توسط گروه سینمایی سونی پیکچرز در ایالات متحده اکران شد. این فیلم با واکنش‌های متفاوتی از سوی منتقدان مواجه شد و در سراسر جهان ۵۸٫۸ میلیون دلار فروش داشته است.

## داستان
پنج دوست پس از کشته شدن تصادفی یک عابر پیاده در حادثه رانندگی، تصمیم می‌گیرند تا واقعیت را پنهان کنند. یک سال بعد، در حالی که سعی در بازگشت به زندگی عادی دارند، پیام‌هایی تهدیدآمیز از سوی فردی مرموز دریافت می‌کنند. آن‌ها به زودی متوجه می‌شوند که این فرد در حال تقلید از یک قاتل زنجیره‌ای افسانه‌ای است و برای نجات خود، به سراغ دو بازمانده کشتار ساوت‌پورت در سال ۱۹۹۷ می‌روند.

## بازیگران
- جنیفر لاو هیویت در نقش جولی جیمز – بازمانده کشتار ساوت‌پورت ۱۹۹۷
- فردی پرینز جونیور در نقش ری برانسون – بازمانده کشتار ساوت‌پورت ۱۹۹۷
- مدلین کلاین در نقش دنیکا ریچاردز – یکی از پنج دوستی که هدف قاتل قرار دارند
- چیس سوئی واندرز در نقش آوا بروکس – یکی از پنج دوست
- جونا هاور-کینگ در نقش میلو گریفین – یکی از پنج دوست
- تایریک ویترز در نقش تدی اسپنسر – یکی از پنج دوست
- سارا پیجون در نقش استیوی وارد – یکی از پنج دوست
- بیلی کمپبل
- گابریت بچتل در نقش تایلر تروینو – پادکستری که به کشتار ساوت‌پورت ۱۹۹۷ علاقه‌مند است
- آستین نیکولز در نقش کشیش جودا
- لولا تانگ
- نیکلاس الکساندر چاوز
- جاشوا اورپین

## تولید

### توسعه
در سپتامبر ۲۰۱۴، سونی پیکچرز برنامه ساخت بازسازی فیلم می‌دانم تابستان گذشته چه کردی (۱۹۹۷) را با نویسندگی مایک فلاناگان و جف هاوارد اعلام کرد. این پروژه ابتدا قرار بود در سال ۲۰۱۶ منتشر شود، اما هرگز ساخته نشد و لغو شد.
در سه‌ماهه پایانی سال ۲۰۲۲، رابینسون و لیا مک‌کندریک ایده نسخه‌ای جدید از فرنچایز را به سونی پیشنهاد دادند که در فوریه ۲۰۲۳ وارد مرحله توسعه اولیه شد. در همان زمان، حضور نیل اچ. موریتز به عنوان تهیه‌کننده و بازگشت هیویت و پرینز جونیور تأیید شد. سارا میشل گلر نیز برای بازگشت در نقش هلن شیورز دعوت شده بود اما به دلیل مرگ شخصیتش در قسمت اول، رد کرد.
فیلمنامه نهایی توسط رابینسون و لنسکی، پس از نسخه اولیه مک‌کندریک نوشته شد. در مارس ۲۰۲۴، مک‌کندریک اعلام کرد که رسانه‌های اجتماعی نقش مهمی در داستان خواهند داشت. در ژوئیه همان سال، مشخص شد که فیلم ادامه داستان قسمت دوم (۱۹۹۸) خواهد بود.

### انتخاب بازیگران
در مارس ۲۰۲۳، پرینز جونیور اعلام کرد هنوز پیشنهادی رسمی برای حضور دریافت نکرده، اما پس از جلسه‌ای با رابینسون، از ایده او برای فیلم استقبال کرده است. هیویت در دسامبر همان سال اعلام کرد که نقش خود را دوباره بازی خواهد کرد. در ژوئیه ۲۰۲۴، مدلین کلاین، سارا پیجون، تایریک ویترز و جونا هاور-کینگ به پروژه پیوستند. چندی بعد، چیس سوئی واندرز جایگزین کامیلا مندس شد که به دلیل تعهدات کاری دیگر از پروژه خارج شده بود. بیلی کمپبل در اکتبر و لولا تانگ، نیکلاس الکساندر چاوز، آستین نیکولز و گابریت نیز در ماه بعد به تیم بازیگری اضافه شدند.
بازگشت هیویت زمان‌بر بود، چرا که او خواهان نقشی پررنگ‌تر در داستان بود. در مصاحبه‌ای گفت: «اگر قرار است ۲۷ سال بعد برگردم، نمی‌خواهم فقط برای چند ثانیه دیده شوم.» او در نهایت در دسامبر بازگشت خود را در اینستاگرام اعلام کرد. رابینسون بعدها تأکید کرد که بدون حضور هیویت و پرینز جونیور، فیلمی ساخته نمی‌شد.

### فیلم‌برداری
فیلم‌برداری اصلی از اکتبر ۲۰۲۴ در نیو ساوت ولز استرالیا آغاز شد و در فوریه و مارس ۲۰۲۵ در لس‌آنجلس ادامه یافت. فیلم‌برداری در ۱۳ مارس ۲۰۲۵ به پایان رسید. الیشا کریستین مدیر فیلم‌برداری پروژه بود. موسیقی فیلم توسط چاندا دَنسی ساخته شده است.

## انتشار
می‌دانم تابستان پیش چه کردی تاریخ ۱۸ ژوئیه ۲۰۲۵ در ایالات متحده اکران شد.